# Deparia okuboana
Deparia okuboana là một loài thực vật có mạch trong họ Woodsiaceae. Loài này được (Makino) M. Kato miêu tả khoa học đầu tiên năm 1977.